# Blutiger Schwur
Blutiger Schwur (Originaltitel: Blood Oath; auch: Prisoners of the Sun) ist ein australischer Film des Regisseurs Stephen Wallace aus dem Jahr 1990 mit Bryan Brown, George Takei und Terry O’Quinn in den Hauptrollen.
Das für Village Roadshow Pictures von Sovereign Pictures produzierte Filmdrama basiert auf dem realen Prozess gegen japanische Marinesoldaten wegen Kriegsverbrechen, die an alliierten Kriegsgefangenen während der japanischen Invasion von Ambon auf der gleichnamigen Insel in Niederländisch-Indien begangen wurden, heute Teil der Republik Indonesien. Hierzu gehört das Massaker am Flughafen von Laha im Jahr 1942 während des Pazifikkriegs, bei dem mehr als 300 australische und niederländische Soldaten nach dem Zufallsprinzip ermordet wurden. 30 australische Soldaten konnten später in einheimischen Kanus, Prahus, auf die benachbarte Insel Seram fliehen.
Der Film war das Filmdebüt der australischen Schauspieler Russell Crowe, Jason Donovan und Deborah Kara Unger.

## Handlung
Am Ende des Zweiten Weltkriegs befreien australische Truppen auf der Insel Ambon ein Kriegsgefangenenlager und erfahren von den Überlebenden, dass die Gefangenen systematisch geschlagen, gefoltert und hingerichtet wurden. Kurz darauf wird im Wald außerhalb des Lagers ein großes Massengrab enthaupteter australischer Gefangener gefunden. Der Lagerkommandant, Hauptmann Ikeuchi, streitet jede Kenntnis von den Tötungen ab, indem er einfach wiederholt: „Ich weiß nichts von irgendwelchen Hinrichtungen“. In der Zwischenzeit stellen die Australier einen Haftbefehl gegen den für die Region zuständigen japanischen Admiral, Vizeadmiral Baron Takahashi, aus, der dann auf die Insel gebracht wird, um sich vor Gericht zu verantworten.
Takahashi streitet jede Kenntnis der Hinrichtungen ab und behauptet, er sei bei den Hinrichtungen nicht anwesend gewesen und Kapitän Ikeuchi habe ihn nie über das Massengrab im Wald informiert. Bei einem kalten Wortwechsel später in der Nacht in der Gefangenenbaracke weigert sich Takahashi, mit Ikeuchi zu sprechen, und sagt einfach: „Es gibt nichts zu besprechen“. Als der australische Staatsanwalt, Captain Cooper, Ikeuchi auffordert, gegen Takahashi auszusagen, der offensichtlich versucht, die Schuld für die Verbrechen auf Ambon auf Ikeuchi abzuwälzen, weigert sich Ikeuchi mit dem Hinweis, dass seine Ehre ihm dies nicht erlaube.
Unterdessen stellt Takahashis Anwalt seinen Mandanten geschickt als kultivierten, in Großbritannien ausgebildeten japanischen Offizier dar, der die Australier tatsächlich respektiert hatte. Als Captain Cooper sieht, dass sein Fall scheitert, erfährt er von einem geheimen Kriegsgericht, bei dem Takahashi kurzerhand den Tod von vier australischen Besatzungsmitgliedern anordnete, die an einem Aufklärungsflug teilgenommen hatten. Cooper verpflichtet sich die Leichen der hingerichteten Piloten zu finden und ruft einen der Brüder des Piloten in den Zeugenstand, der sowohl Takahashi als auch Ikeuchi direkt beschuldigt.
Ein US-amerikanischer Geheimdienstoffizier, Major Beckett, enthüllt daraufhin, dass Takahashi sich bereit erklärt hat, in Tokio gegen hochrangige japanische Kriegsverbrecher auszusagen – und dass er ein Amt in der japanischen Nachkriegsregierung übernehmen solle. Die Andeutung ist eindeutig, dass das Urteil bereits feststeht und Takahashi in allen Anklagepunkten für nicht schuldig befunden und freigelassen wird.
Hauptmann Cooper, der nicht gewillt ist seinen Fall aufzugeben, erzwingt ein Geständnis von Ikeuchi, der zugibt, dass das Kriegsgericht über die Flieger stattgefunden hat und einen Signaloffizier, Leutnant Tanaka, als einen der Teilnehmer nennt. Tanaka tritt in den Zeugenstand und gibt zu, dass das Kriegsgericht stattgefunden hat und dass Takahashi den Tod sowohl der Flieger als auch der im Massengrab getöteten Gefangenen angeordnet hat. Ikeuchi begeht daraufhin Selbstmord durch Seppuku, so dass Tanaka die volle Verantwortung für den Tod der australischen Flieger übernimmt.
Hauptmann Cooper erklärt dem Gericht, dass Tanaka nur eine Schachfigur war und verschont werden sollte, doch Tanaka wird für schuldig befunden und zum Tode verurteilt. Am nächsten Morgen wird er in den Wald gebracht und nimmt nach der letzten Ölung seelenruhig seinen Platz für die Hinrichtung ein. Anschließend wird er von einem Erschießungskommando hingerichtet – viele des Kommandos zeigen ihre Rührung im Bewusstsein darüber, dass sie einen Unschuldigen getötet haben.

## Produktion
Der Film war die Idee von Brian Williams, dem Sohn von Hauptmann John Williams, der während des Krieges die japanischen Offiziere, die für das Kriegsgefangenenlager in Ambon verantwortlich waren, verfolgt hatte. Er war von der australischen Miniserie The Last Bastion aus dem Jahr 1984 beeindruckt und wandte sich an Denis Whitburn, der sie zusammen mit David Williamson geschrieben hatte. Sie waren von der Idee inspiriert und schrieben gemeinsam das Drehbuch und produzierten schließlich den Film. Anfangs wurde Geoff Murphy als Regisseur in Betracht gezogen, schließlich stiegen Bryan Brown und Stephen Wallace in das Projekt ein, der auch die Regie übernahm.
Der von Siege und Blood Oath Productions für Sovereign Pictures produzierte Film wurde im Village-Warner Film Studio an der Gold Coast in Queensland sowie am Flughafen von Coolangatta im August 1989 gedreht und von Village Roadshow Pictures im Australien vertrieben.
Blutiger Schwur kam am 26. Juli 1990 in 60 australische Kinos. Der Film spielte in der Eröffnungswoche 310.281 Australische Dollar ein, womit er den vierten Platz an den Kinokassen belegte. Insgesamt spielte der Film in Australien 707.194 Australische Dollar ein, bei einem Produktionsbudget von 10 Millionen Australische Dollar.
In den Vereinigten Staaten spielte das Kriegsdrama am Eröffnungswochenende vom 19. Juli 1991 lediglich 14.296 US-Dollar ein und insgesamt nur 52.654 US-Dollar.
Die Autoren kündigten Pläne an, eine Fortsetzung mit dem Titel Giants at Dawn über den Cowraausbruch während der Besatzung in die Kinos zu bringen, der Plan wurde jedoch aufgrund der geringen Einspielergebnisse nicht realisiert. Stephen Wallace sagte später, dass der Film „besser gewesen wäre, wenn die Autoren genauer gewesen wären, […] da die Wahrheit interessanter war.“
Am 15. März 1991 wurde der Film im Vereinigten Königreich von Sovereign Pictures veröffentlicht, später wurde der Film auch unter dem Alternativtitel Prisoners of the Sun vertrieben. In Deutschland erschien der Film am 4. Juli 1991 durch RCA sowie Columbia Pictures International auf Video und wurde im Jahr 1994 im ZDF erstausgestrahlt. Von 1998 bis 2006 folgten weitere Ausstrahlungen auf dem ZDF und auf 3sat. Von 2006 bis 2009 wurde der Film mehrfach auf dem Bezahlfernsehsender MGM sowie auf Premiere Start und Premiere Austria ausgestrahlt, heute Teil von Sky Deutschland bzw. Sky Österreich.
Eine Veröffentlichung auf DVD-Video erfolgte erstmals 2004 (englische Sprache, Regionalcode 1) und, in einer deutschen Version, im Jahr 2025 auf DVD durch Pidax. Der Film erhielt die Bewertung „Besonders Wertvoll“ und hat eine FSK-16-Einstufung.

## Rezeption
Desson Howe, Filmkritiker der Washington Post, empfand den Film „auf der Leinwand […] nur bedingt befriedigend. […] Die Filmemacher erfüllen ihre Aufgabe nur passabel. [Prisoners of the] ‘Sun’ hätte wahrscheinlich besser als Fernsehfilm funktioniert.“ Auch Hal Hinson von der Washington Post findet den Film „nur generisch“. „Obwohl der Film von Kameramann Russell Boyd einen hinreißenden Look mit dunklen Schatten erhält“, komme er „einfach nur einem weiteren ‘Gräueltat-Film’ sehr nahe“.
Marjorie Baumgarten vom Austin Chronicle empfand Prisoners of the Sun als eine „informative und interessante Untersuchung der Kriegsverbrechen und der nachfolgenden Resolutionen sowie der unterschiedlichen nationalen Prioritäten“, und die Handlung „zielstrebig, konzentriert und temporeich. Brown ist souverän in der Rolle des Staatsanwalts, der sein Bestes tut, um für Gerechtigkeit zu sorgen.“ Dennoch erhielt der Film nur 2,5 von 5 möglichen Punkten.

## Synchronisation
| Darsteller         | Rolle                       | Synchronsprecher      |
| ------------------ | --------------------------- | --------------------- |
| Bryan Brown        | Captain Cooper              | Randolf Kronberg      |
| Ray Barrett        | Gerichtsvorsitzender        | Thomas Rau            |
| Russell Crowe      | Lieutenant Corbett          | Ulf-Jürgen Wagner     |
| Terry O’Quinn      | Major Beckett               | Reinhard Glemnitz     |
| John Bach          | Major Roberts               | Reinhard Brock        |
| John Polson        | Private Jimmy Fenton        | Udo Wachtveitl        |
| Deborah Kara Unger | Schwester Littell           | Christina Hoeltel     |
| George Takei       | Vizeadmiral Baron Takahashi | Friedrich Schütter    |
| David Argue        | Lieutenant Eddy Fenton      | Ulrich Frank          |
| Andrew Booth       | Private Mitchell            | Ulrich Frank          |
| Nicholas Eadie     | Sergeant Keenan             | Gudo Hoegel           |
| John Clarke        | Sheedy                      | Niels Clausnitzer     |
| Tetsu Watanabe     | Captain Ikeuchi             | Pierre Peters-Arnolds |
| Kazuhiro Muroyama  | Lieutenant Noburo Kamura    | Walter von Hauff      |
| Yuichiro Senga     | Lieutenant Shimada          | Michael Gahr          |
| Toshi Shioya       | Tanaka                      | Philipp Moog          |
| Sokyu Fujita       | Mr. Matsugae                | Leon Rainer           |

## Auszeichnungen
Der Film wurde 1990 für neun AFI Awards des Australian Film Institutes nominiert, unter anderem für den besten Film. Er gewann die AFI Awards für die besten Kostüme und den besten Ton.